# Тарасов, Валерий Васильевич (директор театра)
Валерий Васильевич Тарасов (род. 21 января 1950; Канашский район, Чувашская АССР, РСФСР, СССР) — советский актёр театра, казахстанский театральный деятель, работник культуры, общественный деятель. Заслуженный деятель искусств Республики Казахстан (1996).

## Биография
Родился 21 января 1950 года в селе Напольные Котяки Канашского района Чувашской АССР.
В 1974 году окончил театральный факультет Ленинградского государственного музыкального театра и института кинематографии по специальности «Артист музыкальной комедии».
В 1984 году окончил театрально-драматический факультет Российской театральной академии (ГИТИС) по специальности «Театровед, руководитель театрального дела».
Трудовую деятельность начал в 1967 году плотником треста «Басленинградстрой» города Ленинграда.
С 1970 по 1971 год — актёр Республиканского государственного театра кукол г. Чебоксары.
С 1974 по 1982 год — актёр музыкального театра Чебоксары.
С 1983 по 1984 год — заместитель директора театра драмы имени В. Савина (г. Сыктывкар).
С 1984 по 1987 год — директор Прокопьевского драматического театра (г. Прокопьевск).
С 1987 по 1990 год — директор Государственного Русского драматического театра им. А. С. Пушкина (г. Ашхабад).
С 1990 по 2001 год — директор и художественный руководитель Русского драматического театра имени М. Горького (г. Нур-Султан).
С 2001 года — директор и художественный руководитель Акмолинского областного русского драматического театра (г. Кокшетау).

## Общественная активность
С 1994 по 1999 год — Депутат Акмолинского областного маслихата.
С 1995 по 2001 год — Член Ассамблеи народов Казахстана.
С 1997 по 2000 год — Член Правительственной комиссии РК по делам ЮНЕСКО.

## Награды и звания
- 1996 (10 декабря) — Қазақстанның еңбек сіңірген өнер қайраткері (Заслуженный деятель искусств Республики Казахстан) — за вклад в развитие театрального искусства.[5]
- 1998 — Медаль «Астана»
- 2001 — Медаль «10 лет независимости Республики Казахстан»
- 2002 (15 марта) — Медаль Пушкина (Россия) — за большой  вклад  в   развитие   театрального   искусства   и укрепление   российско-казахстанских  культурных  связей.[6]
- 2008 — Медаль «10 лет Астане»
- 2011 — Медаль «20 лет независимости Республики Казахстан»